# Muscle gastrocnémien
Pour un article plus général, voir Muscle triceps sural.

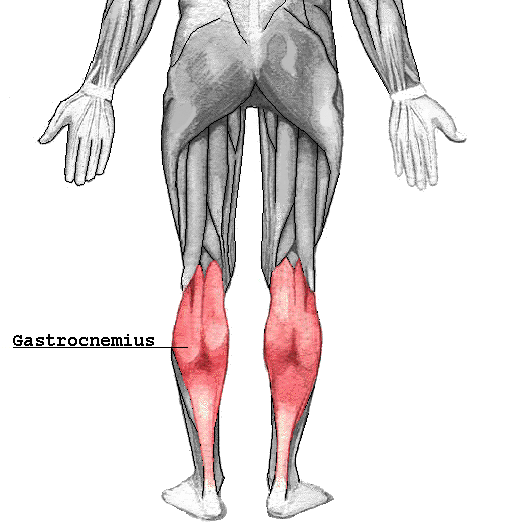
Muscle gastrocnémien

Le muscle gastrocnémien (ou muscles jumeaux de la jambe) est un muscle du membre inférieur situé dans la jambe et constituant le mollet. Il est contenu dans la partie superficielle de la loge crurale postérieure. Il forme la partie superficielle du muscle triceps sural, le muscle soléaire en constituant la partie profonde.

## Description
Le muscle gastrocnémien forme la partie superficielle du muscle triceps sural. Il relie le fémur au calcanéus.
Il est constitué de deux chefs : un chef latéral (ou muscle jumeau externe) et un chef médial (ou muscle jumeau interne).

## Origine

### Chef latéral
Le chef latéral se fixe sur l'épicondyle latéral du fémur, sur la face postérieure de la capsule de l'articulation du genou (coque condylienne latérale) et sur la face postéro-latérale du condyle latéral du fémur.

### Chef médial
Le chef médial se fixe sur l'épicondyle médial du fémur, sur la face postérieure de la capsule de l'articulation du genou (coque condylienne médiale) et sur la face postéro-médiale du condyle médial du fémur.

## Trajet
Les deux chefs sont aplatis d'avant en arrière, reposant sur les coques condyliennes de l'articulation du genou et sur le muscle soléaire sous-jacent, le chef médial est plus long et plus développé. Les deux chefs se rejoignent à mi-hauteur de la jambe.
Leurs faces profondes sont tapissées d'une aponévrose qui fusionne avec celle du muscle soléaire et contribue à la formation du tendon calcanéen.

## Terminaison
Les deux chefs du muscle gastrocnémien et le muscle soléaire se rejoignent pour former le tendon calcanéen. C'est un tendon plat et très épais issu de la réunion des lames fibreuses des différents faisceaux au niveau du tiers inférieur de la jambe et qui s'insère sur la tubérosité du calcanéum. Ce tendon subit de haut en bas une torsion médio-latérale de ses fibres.
Le tendon reçoit également le tendon terminal du muscle plantaire.

## Innervation
Le muscle gastrocnémien est innervé par le nerf tibial.

## Anatomie fonctionnelle
Les deux chefs du gastrocnémien sont bi-articulaires, donc quand le pied est en extension (ou flexion plantaire), ce muscle permet la flexion de l'articulation du genou, ce qui est responsable de la force propulsive de la locomotion.
C'est de plus, avec l'ensemble du muscle triceps sural un puissant extenseur (flexion plantaire) du pied. Il est en outre adducteur et rotateur interne.